# Pitch shifter (urządzenie)
Pitch shifter – efekt gitarowy, który podnosi lub obniża wysokości tonów sygnału dźwiękowego o zdefiniowaną wartość interwału.
Proste pitch shiftery podnoszą lub obniżają wysokości tonów tylko o jedną lub dwie oktawy, podczas gdy bardziej zaawansowane urządzenia pozwalają na szeroki zakres zmian interwału. Obecnie już większość procesorów sygnałowych posiada wbudowany efekt pitch shifter.
Odmianą tego urządzenia jest harmonizer, który pozwala grać w harmonii z samym sobą dzięki rozdzieleniu sygnału na dwie ścieżki: oryginalną oraz ze zdefiniowanym przez użytkownika interwałem, jak na przykład tercja wielka (oddalony o cztery półtony); zapewnia także uzyskanie efektu zbliżonego do chorusa.